# 安田女子中学校・高等学校
安田女子中学校・高等学校（やすだじょしちゅうがっこう・こうとうがっこう）は、広島県広島市中区に所在する私立女子中学校・高等学校。
安田学園は広島県内に幼稚園・保育園から大学院まで設置している学校法人である。男子は幼稚園・保育園と小学校のみ。広島県内で幼稚園・保育園～大学院まで設置している学校法人は安田学園のみである。
登下校時には校門前で一礼、礼の角度やタイミングまで厳しく指導される。服装や髪型のチェックは定期的に行われ、毎朝静座の時間がある。

## 設置学科・コース
- 中学校
  - 総合コース
  - 特進コース
- 高等学校
  - 全日制課程
    - 普通科
    - STEAMコース
    - 特進コース

## 沿革
- 1915年（大正04年） 設置
- 1920年（大正09年） 広島実科高等女学校開校[2]
- 1922年（大正11年） 安田高等女学校開校[3]
- 1947年（昭和22年） 安田女子中学校開校[3]
- 1948年（昭和23年） 安田女子高等学校開校[3]

## 部活動
バレーボール部は春の高校バレーやインターハイに出場している。
バドミントン部やソフトボール部も選抜大会、インターハイに出場経験がある。

### 運動部
- ★ソフトボール部 - 選抜大会出場16回、高校総体出場55回。
- ★バレーボール部 - 旧春の高校バレー出場22回、高校総体出場25回。
- ★硬式テニス部
- ★バドミントン部
- バスケットボール部
- ソフトテニス部（高校のみ）
- 卓球部
- 陸上競技部（高校のみ）
- 水泳部（高校のみ）
- ダンス部

### 文化部
- 音楽部（合唱）
- 演劇部
- 美術部
- 放送部
- 書道部
- 社会科学研究部
- 管弦楽部（オーケストラなので、打楽器などはありません）
- 調理部
- 歴史研究部
- 手芸部
- 数学研究部
- 文芸部
- 英語部（中学のみ）
- 絵本部（中学のみ）
- 新聞部（中学のみ）
- 科学部

### 同好会
- イラスト同好会
- 園芸同好会
- 軽音楽同好会

★は強化指定部

## 所在地
- 広島県広島市中区白島北町1-41

## 著名な出身者
教員
- 沼田鈴子 - 平和運動家

卒業生
- 三戸サツヱ - 教育者、研究者、サル学の発展に貢献
- 梶本淑子 - 被爆者
- 栗原君子 - 新社会党委員長、元参議院議員
- にしべみか - 広島ローカルタレント
- 藤井かすみ - プロゴルファー
- 高橋幸子 - 元女子バレーボール選手
- 楪望 - フリーアナウンサー・元テレビ大阪アナウンサー・元広島ホームテレビアナウンサー（中学校のみ）
- 浅田真由 - 広島ローカルタレント・広島東洋カープ投手大瀬良大地の妻
- 加藤紗里 - タレント、元レースクイーン[4]
- MIKIKO - 日本の演出振付家、女性ダンスカンパニー、株式会社ELEVENPLAY（イレブンプレイ）代表取締役
- 若井尚子 - 女優、演技指導者

## 系列校
- 安田女子大学
- 安田女子短期大学
- 安田小学校
- 安田女子大学付属幼稚園
- 安田女子短期大学付属幼稚園